# Estei Beatrix milánói hercegné
Estei Beatrix, olaszul: Beatrice d’Este (Ferrara, 1475. június 29. – Milánó, 1497. január 2.) az Este-házból való itáliai hercegkisasszony, Estei I. Herkules (Ercole d’Este) ferrara–modenai herceg leánya, Estei Hippolit esztergomi érsek, egri püspök nővére. Ludovico Sforzával 1491-ben kötött házassága révén 1494-től Milánó hercegnéje, Massimilano és II. Francesco milánói hercegek anyja. Nagyon fiatalon, 21 évesen hunyt el.

## Élete

### Származása
Beatrice hercegnő a ferrarai hercegi udvarban született 1475-ben. Édesapja az Este-házból való Estei I. Herkules ferrarai herceg (Ercole d’Este, 1431-1505) volt, Ferrara, Modena és Reggio d’Emilia uralkodó hercege, III. Miklós ferrarai őrgróf (Niccolò III d’Este, 1383–1441) és Ricciardia di Saluzzo márkinő (1410–1474) idősebbik fia. Édesanyja Aragóniai Eleonóra (1450-1493) volt, I. Ferdinánd nápolyi király (1423–1494) és Chiaromontei (Claremont-i) Izabella királyné, tarantói hercegnő (1424–1465) legidősebb leánya.
Szülei házasságából hét testvér született:
- Estei Izabella (Isabella, 1474–1539), aki 1490-ben II. Gonzaga Ferenchez (1466–1519), Mantova őrgrófjához ment feleségül,
- Beatrix (Beatrice, 1475–1497), aki 1491-ben Ludovico Sforza („il Moro”) milánói herceg felesége lett,
- Alfonz (Alfonso, 1476–1534), Ferrara és Modena hercege, aki először Galeazzo Maria Sforza milánói herceg leányát, Anna Mariát vette el, majd VI. Sándor pápa leányának, Lucretia Borgia harmadik férje lett;
- Ferdinánd (Ferrante, 1477–1540) diplomata és hadvezér, 1506-tól összeesküvésért börtönben ült haláláig,
- Hippolit Ippolito, (1479–1520) bíboros, 1487–1497 között esztergomi érsek,
- Zsigmond (Sigismondo, 1480–1524),
- Albert (Alberto, 1481–1482).

### Házassága, gyermekei

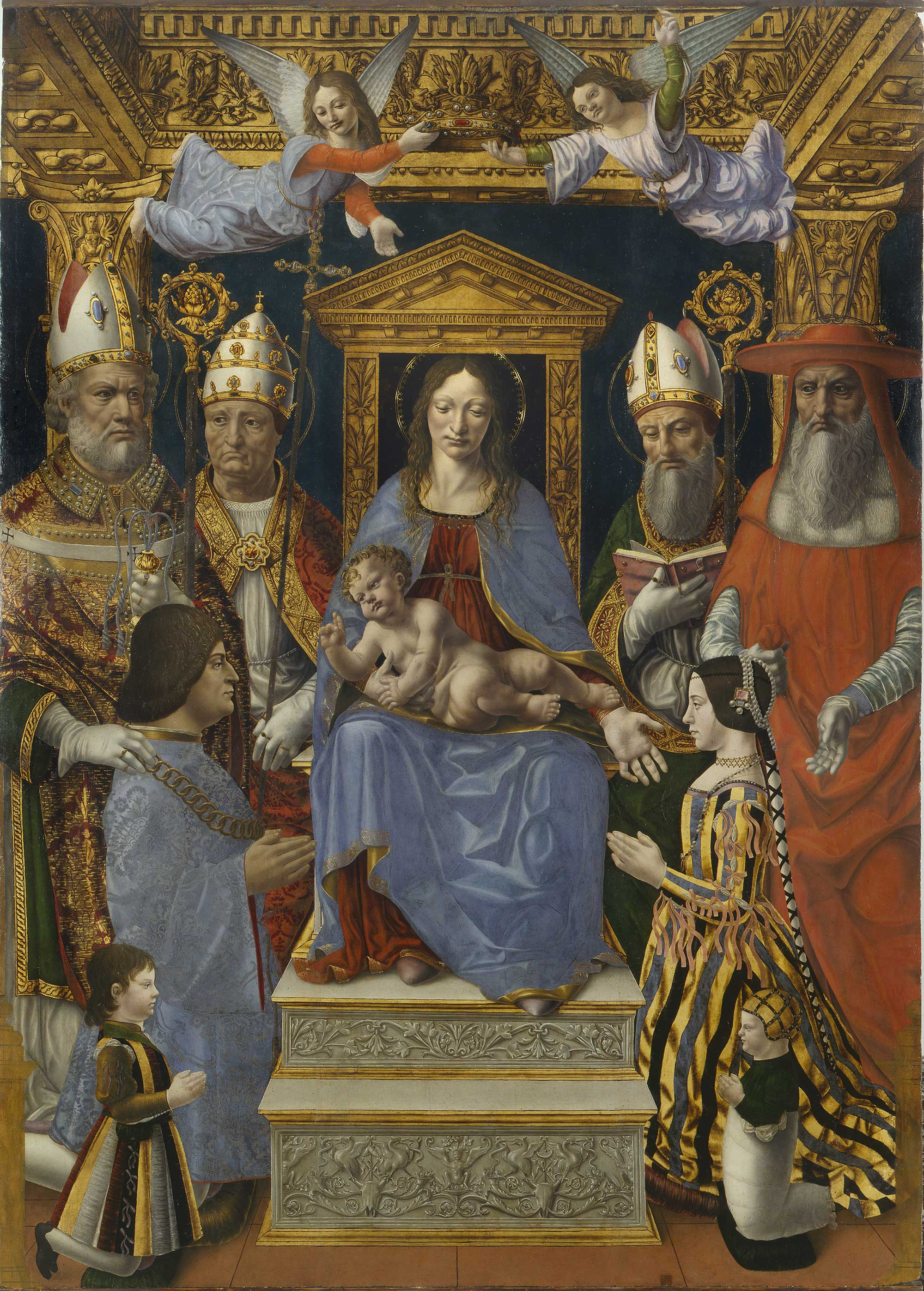
Ludovico és Beatrice, a gyermek Jézussal és a Szent Szűzzel, a „Sforza-táblaképen”, a Pinacoteca di Brera képtárban

Beatrixot már ötéves korában eljegyezték Ludovico Sforzával (1452–1508), Bari hercegével, ragadványnevén „a Mórral” (Il Moro), I. Francesco Sforza herceg (1401–1466) és Bianca Maria Visconti hercegnő (1425–1468) fiával, aki apai ágon a Sforza-ház megalapítójának, Giacomo Attendolo zsoldosvezérnek (1369–1424), anyai ágon Milánó utolsó Visconti-házi hercegének, Filippo Maria Viscontinak (1392–1447) unokája volt. Legidősebb bátyját, Galeazzo Maria Sforza herceget 1476-ban összeesküvők meggyilkolták, az ezt követő hatalmi harcok győzteseként Ludovico 1481-re Milánó régense lett, gyermekkorú unokaöccse, Gian Galeazzo Sforza (1469–1494) herceg mellett.
1491. január 18-án a 15 éves Estei Beatrix feleségül ment Ludovico Sforzához. Kettős esküvőt tartottak, ugyanekkor a néhai Gian Galeazzo herceg legifjabb húga, Ludovico unokanővére, Anna Maria Sforza (1476–1497) is feleségül ment Beatrix bátyjához, Estei Herkules herceg legidősebb fiához, Alfonz herceghez (1476–1534). A Sforza- és az Este-ház kölcsönös sógorságba került.
Estei Beatrix és Ludovico Sforza házasságából két gyermek született:
- Ercole Massimiliano (1493–1530), Pavia hercege, 1512–15 között Milánó uralkodó hercege. (1515-ben I. Ferenc francia király elfoglalta Milánót, lemondatta és Franciaországba vitte Massimilianót, aki itt élt haláláig).
- II. Francesco Sforza (1495–1535), aki 1521–től haláláig volt Milánó uralkodó hercege, 1534-ben feleségül vette Krisztina dán királyi hercegnőt (1521–1590), de gyermekei nem születtek. Francescót V. Károly német-római császár helyezte Milánó trónjára, aki az az első Habsburg–Valois háborúban kiűzte a franciákat.

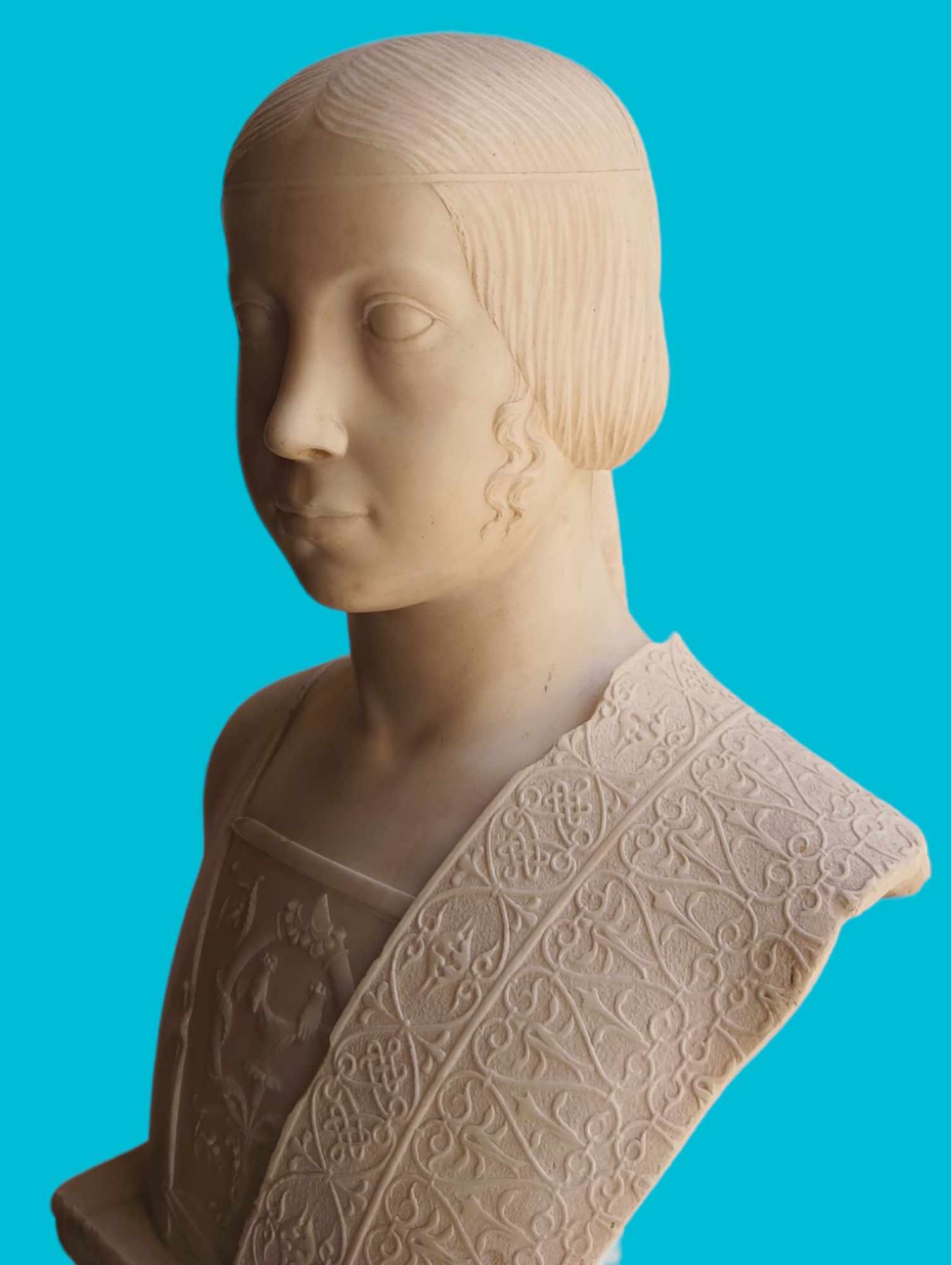
Estei Beatrix márvány mellszobra a Louvre-ban. Giovanni Cristoforo Romano műve, 1490 k.

### A mecénás hercegné
Apjuk ferrarai udvarában Beatrix hercegnő, testvéreivel együtt igen alapos és széleskörű nevelést kapott. Kortársai kifejezetten vonzó, szép és intelligens és jól tájékozott hölgynek írták le, nővéréhez, Estei Izabellához hasonlóan. Milánó régensének feleségeként, majd 1494-től Milánó hercegasszonyaként Beatrix a kor hírneves művészeit gyűjtötte maga köré, költőket, írókat, építészeket, szobrászokat, festőket, így Niccolò da Correggiót, Baldassare Castiglionét, Bramantét, Leonardo da Vincit, Amadeót és más nevezetes személyiségeket. Itália egyik legfényesebb reneszánsz udvartartását alakította ki.
1492-ben Ludovico herceg Beatrixot küldte diplomáciai megbízással Velencébe azzal a feladattal, hogy próbálja elnyerni a Velencei Köztársaság támogatását Ludovico milánói uralkodó herceggé választásához. A kapott ígéretek ellenére Ludovicónak ki kellett várnia unokaöccsének, Gian Galeazzo Sforza herceg halálát, ami 1494. október 22-én, 25 éves korában hirtelen be is következett. Bár a kortársak azonnal mérgezésre gyanakodtak, amely mögött Ludovico kezét sejtették, „a Mórt” mégis megválasztották Milánó uralkodó hercegévé.

### Elhunyta

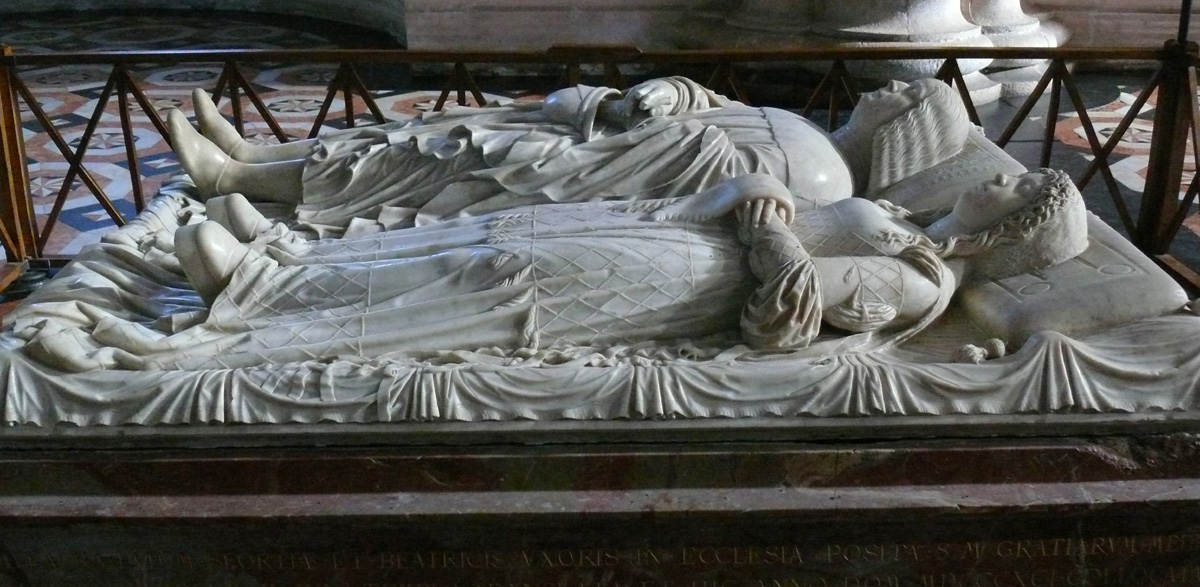
Estei Beatrix és Ludovico Sforza kenotáfiuma a Certosa di Pavia-i karthauzi kolostorban

Estei Beatrix, Milánó hercegnéje 1497. január 3-án hunyt el, meg nem született harmadik gyermekével együtt, alig 21 éves korában. Az özvegy Ludovico herceg többé nem nősült meg. Szeretett feleségét a milánói Santa Maria delle Grazie-templomban temette el. Beatrix ma is itt nyugszik. Ludovico díszes síremléket rendelt mindkettőjük számára a kor neves szobrászától, Cristoforo Solaritól. A Sforza házaspár gazdagon díszített márvány síremléke azonban csak Ludovico herceg bukása (1499) után készült el, és a karthauzi rend paviai kolostorába került (La Certosa di Pavia), ahol ma kenotáfiumként a műkincsek gyűjteményében megtekinthető.

## Emlékezete
Milánó Ticinese kerületében egy nagyobb utcát neveztek el róla (Viale Beatrice d’Este). A hagyomány szerint Beatrix hercegnő gyakran sétált ebben – az egykori városfal mentén húzódó – fasorban Leonardo da Vinci kíséretében.

## Érdekesség
A középkori és a reneszánsz Itália történetében több Estei Beatrix (Beatrice d’Este) nevű nemes hölgy szerepelt, közülük kettőt boldoggá is avattak. A későbbi dokumentumok és szépirodalmi művek hivatkozásai időnként összetévesztik őket egymással.
Például a ferrarai Polésinei Szent Antal kolostort (Monastero di Sant’Antonio in Polesine), ahol II. (Boldog) Estei Beatrix (1226–1262), VII. Azzo modena-ferrarai őrgróf leánya, Estei Beatrix magyar királyné (1210–1239) unokanővére élt, gyakran társítják a csaknem három évszázaddal később élt milánói hercegnéhez.